# ATC kod N07
ATC kod N07 Drugi lekovi za nervni sistem su terapeutska podgrupa sistema za anatomsko terapeutsko hemijsku klasifikaciju. Ovaj sistem alfanumeričkih kodova je razvio  za klasifikaciju lekova i drugih medicinskih proizvoda.  Podgrupa N07 je deo anatomske grupe N Nervni sistem.

Kodovi za veterinarsku upotrebu (ATCvet kodovi) se mogu formirati stavljanjem slova Q ispred humanih ATC kodova: QN07... 
Nacionalna izdanja ATC klasifikacije mogu da obuhvataju dodatne kodove koji nisu prisutni na ovoj listi.

## N07AParasimpatomimetici

### N07AA Antiholinesteraze
N07AA01 Neostigmin
N07AA02 Piridostigmin
N07AA03 Distigmin
N07AA30 Ambenonijum
N07AA51 Neostigmin, kombinacije

### N07AB Holinski esteri
N07AB01 Karbahol
N07AB02 Betanehol

### N07AX Drugi parasimpatomimetici
N07AX01 Pilokarpin
N07AX02 Holinski alfosterat
N07AX03 Cevimelin

## N07B Lekovi koji se koriste za poremećaje zavisnosti

### N07BA Lekovi zanikotinskuzavisnost
N07BA01 Nicotin
N07BA03 Vareniklin

### N07BB Lekovi zaalkoholnu zavisnost
N07BB01 Disulfiram
N07BB02 Kalcijum karbimid
N07BB03 Akamprosat
N07BB04 Naltrekson

### N07BC Lekovi za opioidnu zavisnost
N07BC01 Buprenorphin
N07BC02 Metadon
N07BC03 Levacetilmetadol
N07BC04 Lofeksidin
N07BC05 Levometadon
N07BC51 Buprenorfin, kombinacije

## N07C Preparati protivvrtoglavice

### N07CA Preparati protiv vrtoglavice
N07CA01 Betahistin
N07CA02 Cinarizin
N07CA03 Flunarizin
N07CA04 Acetileucin
N07CA52 Cinarizin, kombinacije

## N07X Drugi lekovi za nervni sistem

### N07XX Drugi lekovi za nervni sistem
N07XX01 Tirilazad
N07XX02 Riluzol
N07XX03 Ksaliproden
N07XX04 Natrijum oksibat
N07XX05 Amifampridin
N07XX06 Tetrabenazin
N07XX07 Fampridin
N07XX08 Tafamidis